# Caracterologia
El terme caracterologia (del grec χαρακτήρ 'caràcter' i -λογία, '-logia') (també caracteriologia) es defineix com l'estudi del caràcter. Va ser encunyat pel filòsof alemany Julius Bahnsen i implicava la construcció de tipologies i teories sobre el caràcter humà. Posteriorment, la paraula va ser utilitzada per diferents autors amb molt diversos significats.

## La caracterología europea: escoles alemanya, de Groningen i francesa
Els antecedents d'aquesta caracterología es troben en autors tan diversos com Alexander Bain, Francis Galton, Jean de la Bruyère, Théodule-Armand Ribot, entre altres —com el ja citat Julius Bahnsen—; però va ser entre 1987 i 1908 quan, gràcies a les aportacions del filòsof i grafòleg Ludwig Klages, la caracterologia va arribar al seu punt culminant.
Més tard, durant els primers anys del segle xx, altres autors alemanys com William Stern, Eduard Spranger i Ernst Kretschmer revelarien els seus treballs sobre el caràcter i la personalitat basant-se en el mètode fenomenològic.
Entre 1906 i 1918, el filòsof i psicòleg holandès Gerardus Heymans, professor de la universitat de Groningen, en conjunt amb el psiquiatre Enno Dirk Wiersma van elaborar una recerca científica (la primera en el seu tipus a Europa) que va derivar en una tipologia, classificació de caràcters, basada en tres factors: emotivitat, activitat i primarietat als quals s'oposen la no-emotivitat, la no-activitat i la secundarietat.
El treball de Heymans i Wiersma, va ser reprès en 1945 pel filòsof espiritualista francès René Le Senne, deixeble de Louis Lavelle, que després de donar-li una fonamentació teòrica va crear l'escola francesa de caracterologia. Aquesta versió de la caracteologia es va enfocar més en la inducció i la descripció; no obstant això, va tenir menor cientificitat que els seus antecessors. Le Senne va sumar als tres factors del caràcter anteriors la amplitud de consciència i el egocentrisme-al·locentrisme.
El també filòsof francès Gaston Berger va prosseguir Le Senne i en el seu qüestionari analític va modificar les dimensions caracterològiques, resultant en: emotivitat, activitat, secundarietat-primarietat, camp de consciència ample-estret, polaritat Mart-Venus, avidesa-tendresa i interessos sensorials-passió intel·lectual.
Les dimensions anteriorment esmentades consisteixen en propietats fonamentals dels tipus caracterològics i consisteixen en:
- Emotivitat. Classifica a les persones en emotives o no emotives.
- Activitat. És el tipus d'esforç per satisfer els desitjos.
- Ressonància. Pot ser primària —amb repercussions conscients—, o secundària —amb repercussions inconscients.
- Amplitud de camp de consciència. Amb interessos amples (amplis) i indecisió, o amb interessos estrets, sectaris i minuciosos.
- Polaritat Mart-Venus. Estils basats en la conquesta, la lluita i l'exigència, o estils persuasius i seductors.
- Avidesa-tendresa. Desitjos majors a les pertinences o identificació amb la intimitat dels altres.
- Interessos sensorials-passió intel·lectual. Cerca de sensacions intenses o cerca de comprensió mitjançant la raó.
- Egocentrisme-al·locentrisme. Orientats cap a si mateixos o cap als altres.

La combinació d'aquests factors resultaria en vuit tipus bàsics de caràcter: apassionats, colèrics, sentimentals, nerviosos, flegmàtics, sanguinis, apàtics, i amorfs.

## La caracterologia de L. Hamilton McCormick
Les anteriors accepcions no s'han de confondre amb el mètode per valorar el caràcter d'un individu desenvolupat en la dècada de 1920 per L. Hamilton McCormick. Amb aquesta caracterologia, McCormick va intentar arreglar els errors del sistema frenològic de Franz Joseph Gall i Johann Spurzheim i en conjunt amb la fesomia i la patonomia combinar-ho amb l'etnologia, la sociologia i l'antropologia.